# Campeonato Jamaicano de Futebol de 2008-2009
O Campeonato Jamaicano de Futebol de 2008-2009, foi a 36º edição do principal torneio de futebol do país. O campeonato contou com a presença de 12 equipes que disputaram um total de 32 jogos.  Ao final foi dividido em dois grupos de seis equipes cada o grupo do rebaixamento e do campeão. Nessa fase, as equipes jogaram 5 partidas totalizando 38 no total.

## Classificação
| Pos | Equipe                   | Pts | J  | V  | E  | D  | GP | GC | SG  |
| --- | ------------------------ | --- | -- | -- | -- | -- | -- | -- | --- |
| 1   | Tivoli Gardens           | 72  | 38 | 21 | 9  | 8  | 51 | 27 | +24 |
| 2   | Portmore United          | 72  | 38 | 20 | 12 | 6  | 43 | 21 | +22 |
| 3   | Harbour View             | 69  | 38 | 18 | 15 | 5  | 51 | 26 | +25 |
| 4   | Boys' Town               | 57  | 38 | 16 | 9  | 13 | 55 | 48 | +7  |
| 5   | Arnett Gardens           | 56  | 38 | 15 | 11 | 12 | 35 | 30 | +5  |
| 6   | Waterhouse               | 49  | 38 | 12 | 13 | 13 | 44 | 45 | −1  |
| 7   | Rivoli United            | 45  | 38 | 12 | 9  | 17 | 39 | 53 | −14 |
| 8   | St. George's             | 43  | 38 | 11 | 10 | 17 | 34 | 46 | −12 |
| 9   | Village United           | 40  | 38 | 9  | 13 | 16 | 34 | 52 | −18 |
| 10  | Sporting Central Academy | 39  | 38 | 9  | 12 | 17 | 38 | 48 | −10 |
| 11  | Meadhaven United         | 39  | 38 | 9  | 12 | 17 | 36 | 52 | −16 |
| 12  | Reno                     | 32  | 38 | 5  | 17 | 16 | 43 | 55 | −12 |